# Finnsementti

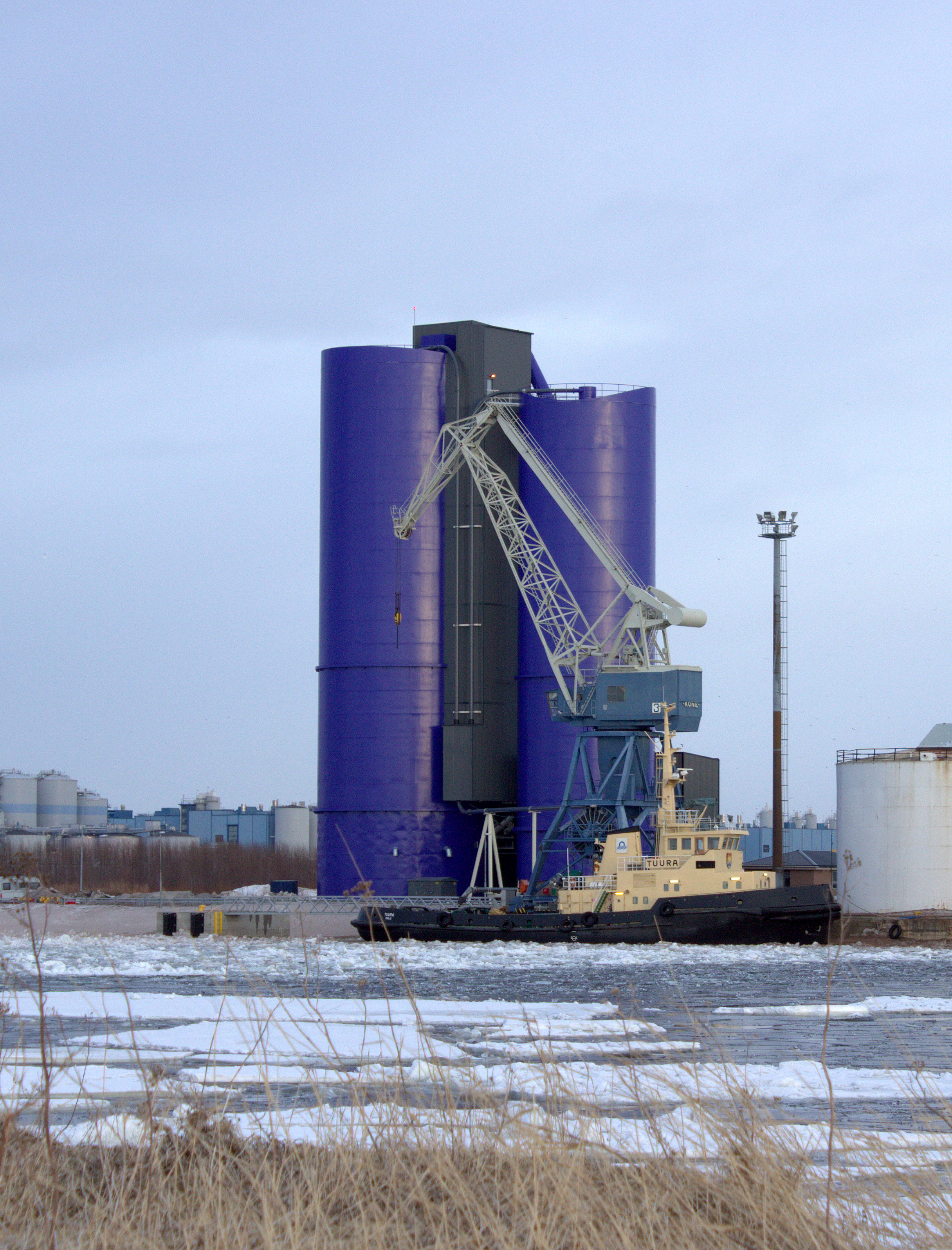
Cementterminalen i Uleåborg

Finnsementti Oy är en finländsk cementtillverkare — den enda cementtillverkaren i Finland.
Cementfabrikerna Pargas Kalkbergs Ab i Pargas (senare Partek) och Lojo Kalkverk Ab i Lojo grundades 1914 respektive 1919. De slogs samman i ett företag 1992. Mellan 1993 och 1999 ägdes det av svenska Scancem inom Euroc-koncernen, men övertogs 1999 av irländska CRH Group. 
Cementtillverkningen sker i Pargas och i Parteks tidigare fabrik i Villmanstrand, där produktion påbörjades 1938. En fjärde finländsk cementfabrik, också grundad av Partek, fanns i Kolari från 1968.